# Танге, Мартин
Мартин Танге (нидерл. Tanghe, Martine; 23 ноября 1955, Беллем, Восточная Фландрия — 23 июля 2023, Люббек, Фламандский регион) была фламандской журналисткой. Многие годы она была известной ведущей новостей на фламандском общественном телеканале ВРТ. Танге отличалась четкoй речью на нидерландском языке.

## Биография
Мартин Танге родилась в Беллеме, в Восточной Фландрии, но в детстве она вместе с семьей переехала в Биссегем, в Западной Фландрии. Она училась в школе-интернате в Кортрейке, где изучала классические языки. Её учитель по голландскому/немецкому языку Франс Дестооп, также был журналистом тогдашнего БРT в 1976-1978 годах. Танге изучала германистику в Лёвенском католическом университете и преподавала на летних курсах нидерландского языка политическим беженцам из Латинской Америки. В декабре 1977 года она вместе с Лео Стоопсом, Полем Ямберсом, Жефом Ламбрехтом, Геертом ван Истендалем и другими сдавала экзамен по журналистике БРТ. Конкурс длился с сентября по декабрь 1977 года и в конце только 11 из тысяч участников сдали экзамен. Танге и Леа Корнелис были единственными женщинами, которые выдержали строгий журналистский экзамен. 1 февраля 1978 года она начала работать в общественном телеканале БРТ. Через несколько месяцев она заменила телеведущую Моник Дельво в "Журнале" (Het Journaal), первую женскую журналистку в новостной службе БРТ. В начале её карьеры Танге совмещала работу над репортажами внутри страны и за рубежом с ведущими программы "Журнал" в телестудии.
В 1980-х годах Танге впервые сделала перерыв в карьере, чтобы вместе с мужем отправляться в кругосветное путешествие за год. В 1990 году она один раз появилась в сериале "Самсон и Герт" (Samson en Gert), а в конце 1991 года она снова ненадолго покинула ВРТ, чтобы участвовать в PR-кампании фламандского парламента.
Танге была известна благодаря своему увлечению к нидерландским язык. В связи с этим Танге была известна своей четкoй речью на голландском языке. С 19 декабря 2005 года она каждый год читала Большой Диктант Нидерландского Языка (Groot Dictee der Nederlandse Taal), вместе с Филипом Фрериксом, после того как Танге сначала много лет работала в жюри диктанта. В 2015 году её сменил Фреек Бракман. С 2009 до 2017 года она также была членом правления нидерландского языкового общества ‘Наш Язык’ (Genootschap Onze Taal).
С 2008 по 2011 года Танге вместе с Кобе Илсеном вела дискуссионную передачу ‘Волт’. В 2010 году эта передача выиграла AIB Media Excellence Awards за юмористических рекламных роликов.
В конце 2011 года у Тангe был диагностирован рак груди. Журналистка перестала появляться на телеэкране 4 ноября 2011 года и долго не могла заниматься своей профессиональной деятельностью из-за реабилитации после операции. Из-за этого она в декабре 2011 не смогла прочитать Большой Диктант Нидерландского Языка. В том же году Филип Фрерикс один раз прочитал его. Она вернулась на телевидение 3 сентября 2012 года, в качестве одного из лиц предвыборных передач для местных выборов 14 октября. С 1995 года она уже поддерживала движение Борьба с Pаком (Kom Op Tegen Kanker), а позже стала одной из главных фигур этой кампании. В 2007 году она позировала для плаката, в котором пропагандировала скрининг населения на рак груди.
2 марта 2013 года на церемонии “Фламандские Телевизионные Звезды 2013” она получила награду как “Лучшая ведущая прошлого года”. В тот же вечер она снова вышла на сцену, после того как  “Журнал” получил награду  “Лучшая новостная программа”.
В 2018 году Мартин Танге в первый раз озвучила анимационный фильм: персонажа мэра МакГеркл (McGerkle) в фильме “Гринч – похититель Рождества”. В 2019 году она снова озвучила нидерландскую версию фильма "Луи и Лука - Миссия на Луне”, где она исполнила роль ведущей новостей. 
28 декабря 2020 года, 20 дней после последнего новостного выпуска, и после выхода на  пенсию, Танге в последний раз представила годовой отчет ВРТ Новости.

## Пенсия
Мартин Танге вела “Журнал" в течение 42 лет. 23 ноября 2020 года Мартин Танге испольнилась 65 лет. Из-за пенсионного возраста она больше не могла работать на канале ВРТ. 30 ноября 2020 года она в последний раз в 7 часов вечера представила "Журнал" на канале Een. Она попрощалась словами, которые частично касаются пандемии COVID-19: "Спасибо, что были с нами, я по вам буду скучать. Будьте осторожны, держитесь. Всё будет хорошо". Её последний журнал завершился прощальным интервью с Вимом де Вилдером, благодарностями и получением “Большой премии Ян Ваутерс”. С 2024 года “Большая премия” былa названa в честь Мартин Танге. За несколько дней до зтого она была приглашена на аудиенцию к королю Бельгии Филипп. Часть этой встречи была показана в “Журнале". Почти 70 % фламандцев, которые в то время смотрели телевизор, смотрели этот новостной выпуск, и с чуть более чем двумя миллионами зрителей, это был самый популярный выпуск новостей в истории.

## Награды
Во Фландрии и в Нидерландах Мартин Танге получила несколько наград за четкую речью на нидерландском языке.
- Языковую премию Грунмана (Groenman-taalprijs) от голландского фонда LOUT в 1995 году.
- Медиапремию от фонда oбщего нидерландского языка (ANV) в 2000 году.
- Награду на AIB Media Excellence Awards для премию “Международная телеперсона года” в 2008 году.
- Большую премию Ян Ваутерс в 2020 году.
- Премию “Знак почёта Фламандского Сообщества” в 2021 году.
- В 2023 году, 20 июля, накануне бельгийского национального праздника и за три дня до смерти, она была назначена командором Ордена Короны.

## Личная жизнь
Мартин Танге была женой журналиста телеканала ВРТ Йосa ван Хемелрeйкa, который умер в 2019 году, и с ним у неё было два сына и дочь а также четверо внуков в момент смерти. 23 июля 2023 года, в воскресенье утром, она умерла в своем доме в Люббеке от рака.